# Aleja Tadeusza Kościuszki w Częstochowie
Aleja Tadeusza Kościuszki – jedna z najważniejszych ulic w Częstochowie.

## Przebieg
Al. Kościuszki stała się wraz z budową Osi pracy częścią głównego ciągu komunikacyjnego miasta, m.in. wzdłuż niej biegnie jedyna w mieście linia tramwajowa. Przedłużeniem alei od strony południowej jest Aleja Wolności, a od strony północnej – Aleja Armii Krajowej.

## Historia
Ulica została wyznaczona ok. 1828 r. jako ul. Teatralna, a po odzyskaniu niepodległości podzielono ją na obecne al. Kościuszki i al. Wolności. Przez długi czas al. Kościuszki kończyła się ślepo na wysokości ul. Jasnogórskiej, a na osi ulicy znajdowała się kamienica. Po raz pierwszy przedłużenie ulicy w kierunku północnym planowano na przełomie XIX i XX wieku, gdy planowano budowę nowej dzielnicy poza ul. Jasnogórską. Przeszkodą była wówczas kamienica na osi drogi, która uniemożliwiła realizację planu rozbudowy także w okresie międzywojennym.
Kolejny plan rozbudowy miasta w kierunku północnym podjęto po II wojnie światowej, a jego częścią stała się także linia tramwajowa. Cały ciąg ulic począwszy od Kościuszki aż do huty na Rakowie miał stanowić tzw. Oś pracy. Początkowo władze miejskie były niechętne wyburzaniu kamienicy z powodu przesądu mówiącego, że jej wyburzenie sprowokuje wybuch wojny. Urzędnicy miejscy powołali się na przykłady lat 1913 i 1938, gdy Rosjanie, a potem Polacy chcieli kamienicę wyburzyć celem przedłużenia ulicy, ale prace były przerywane przez wybuch odpowiednio I i II wojny światowej.
Spory z właścicielem zaślepiającej ulicę kamienicy zostały zażegnane ostatecznie w wyniku wypadku ciężarówki Zis 101, której kierowca jadąc al. Kościuszki z zamiarem skrętu w ul. Jasnogórską stracił panowanie nad pojazdem i uderzył w budynek. Uszkodzenia konstrukcji budynku były poważne i spowodowały wyburzenie kamienicy.

## Zabudowania
Pod numerem 8 znajduje się I Liceum Ogólnokształcące im. Juliusza Słowackiego, a na jego podwórzu popiersie Juliusza Słowackiego. Natomiast w kamienicy nr 18/20 znajdowała się pierwsza częstochowska siedziba „Solidarności”.
Przy alei istniało kino „Wolność” (przed wojną „Luna”). Obecnie na rogu Alei Kościuszki i Alei NMP mieści się budynek DH Shott i Cinema City Wolność.